# Richard Wheeler Haines
Richard Wheeler Haines (1906 - 1982 ) fue un botánico y explorador inglés, especializado en ciperáceas.

## Algunas publicaciones
- richard wheeler Haines, kåre arnstein Lye. 1979. Monocotylar Seedlings: A Review of Evidence Supporting an Origin by Fusion Ed. Academic Press, 18 pp.

- ----------------------------, kamel t. Khalaf, c. Boswell, p. Naylor, bashir Allus. 1957. Autumn Flowering on the Gypsum Deserts of Baghdad. Publication 13 Iraq Natural History Museum, 21 pp.

### Libros
- richard wheeler Haines, k.a. Lye. 1983. The sedges and rushes of East Africa, a flora of the families Juncaceae and Cyperaceae in East Africa, with a particular reference to Uganda. Ed. East African Natural History Society. 404 pp.
- La abreviatura «R.W.Haines» se emplea para indicar a Richard Wheeler Haines como autoridad en la descripción y clasificación científica de los vegetales.[1]